# Xavier Davis
Xavier Davis (* 13. September 1971 in Grand Rapids, Michigan) ist ein amerikanischer Jazzmusiker (Piano, Komposition).

## Leben und Wirken

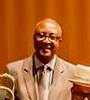
Xavier Davis

Davis wuchs in einer Musikerfamilie auf; der Schlagzeuger Quincy Davis ist sein jüngerer Bruder. Er erhielt mit vier Jahren ersten Klavierunterricht. Später studierte er an der Interlochen Arts Academy.
Als Davis 1994 auf dem Kongress der International Association of Jazz Educators in Boston mit seinem College-Ensemble auftrat, entdeckte Betty Carter sein Talent und holte ihn als Pianisten in ihr Trio. Mit seinen eigenen Combos veröffentlichte er drei Alben, Dance of Life (1997), The Innocence of Youth und Rise Up Detroit (2018). Er hat mit dem Boy’s Choir of Harlem als dessen musikalischer Leiter zusammengearbeitet und spielte Keyboard für die Fernsehserie Cosby. Er war Teil der Christian McBride Big Band und auf McBrides Alben The Good Feeling und For Jimmy, Wes and Oliver zu hören, die beide mit einem Grammy Award ausgezeichnet wurden. Weiterhin arbeitete er mit Freddie Hubbard, Tom Harrell, Regina Carter, Stefon Harris, Abbey Lincoln, Wynton Marsalis, Don Byron, Nat Adderley, Nicholas Payton, Jon Faddis, Jimmy Greene, Steve Turre, Al Foster und Jeremy Pelt. 
Davis lehrte zunächst an der Juilliard School. 2014 wurde er zum Associate Professor of Jazz Piano an der Michigan State University ernannt. Er erhielt zweimal den New Works Grant der Doris Duke Charitable Foundation unter der Schirmherrschaft von Chamber Music America und wurde auf mehreren Festivals und von der Zeitschrift Down Beat ausgezeichnet.